# Liste des autoroutes autonomes en Espagne

## Andalousie
| Autoroute | Nom                                                        | Villes                                                                     |
| --------- | ---------------------------------------------------------- | -------------------------------------------------------------------------- |
| A-92      | Autovia d'Andalousie                                       | Séville SE-30 - Antequera A-45 - Grenade A-44 - Guadix A-92N - Almeria A-7 |
| A-92G     | Antenne de Grenade                                         | Santa Fe A-92 - Grenade GR-30                                              |
| A-92M     | Antenne de Malaga                                          | Estación de Salinas A-92 - Puerto de las Pedrizas A-45 AP-46               |
| A-92N     | Brande Nord de l'Autovia d'Andalousie                      | Guadix A-92 - Velez-Rubio A-91                                             |
| A-306     | Autovia de Jaen à Cordoue                                  | Torredonjimeno A-316 - El Carpio A-4                                       |
| A-308     | Autovia de Iznalloz à Darro                                | Iznalloz A-44 - Darro A-92G                                                |
| A-316     | Autovía del Olivar                                         | Úbeda A-32 - Jaén A-44 - Alcaudete A-81 - Lucena A-45 - Estepa A-92        |
| A-334     | Autovía del Marmol                                         | Baza A-92N - Huércal-Overa A-7                                             |
| A-357     | Autovía de Campillos à Málaga par la Vallée du Guadalhorce | Malaga A-7 MA-20 - Cartama                                                 |
| A-376     | Autovía de Séville à Utrera                                | Séville SE-30 - Utrera                                                     |
| A-381     | Autovía de Jerez de la Frontera à Los Barrios              | Jerez de la Frontera AP-4 - Los Barrios A-7                                |
| A-382     | Autovía de Jerez de la Frontera à Arcos de la Frontera     | Jerez de la Frontera AP-4 - Arcos de la Frontera                           |
| A-384     | Autovía de Arcos de la Frontera à Antequera                | Arcos de la Frontera A-382 - Antequera A-45                                |
| A-391     | Voie rapide de Roquetas de Mar                             | Roquetas de Mar A-7                                                        |
| A-392     | Voie rapide de Alcalá de Guadaira à El Viso del Alcor      | Alcalá de Guadaira A-92 - El Viso del Alcor                                |
| A-397     | Autovía de Ronda à San Pedro de Alcántara                  | Ronda - San Pedro de Alcántara A-7 AP-7                                    |
| A-431     | Autovía de Cordoue à Villarrubia                           | Cordoue Ronda Oeste de Cordoba - Villarrubia                               |
| A-461     | Autovía de Santa Olalla del Cala à Zalamea la Real         | Santa Olalla del Cala A-66 - Zalamea la Real A-XX                          |
| A-480     | Autovía de Chipiona à Jerez de la Frontera                 | Jerez de la Frontera A-4 - Chipiona                                        |
| A-483     | Autovía d'Almonte                                          | Bolullos del Condado A-49 - Almonte                                        |
| A-497     | Autovía de Huelva à Punta Umbría                           | Huelva - Punta Umbría                                                      |
| A-1200    | Voie rapide de Vera à Garrucha                             | Vera N-340a - Garrucha A-370                                               |
| A-8057    | Voie rapide de Séville à Mairena del Ajarafe               | Séville A-8058 - Mairena del Ajarafe                                       |
| A-8058    | Voie rapide de Séville à La Puebla del Río                 | Séville SE-30 - La Puebla del Río                                          |

## Aragon
| Autoroute | Nom                                                      | Villes                                                      |
| --------- | -------------------------------------------------------- | ----------------------------------------------------------- |
| ARA-A1    | Autoroute de Villafranca de Ebro à Virgen de la Comlumma | Villafranca de Ebro N-II AP-2 - El Burgo de Ebro N-232 A-68 |
| ARA-A2    | Autoroute de Cariñena à Gallur                           | Cariñena A-23 - Gallur AP-68                                |
| ARA-A2    | Autoroute de las Cinco Villas                            | Gallur ARA-A2 - Ejea de los Caballeros                      |
| ARA-A4    | Autoroute del Moncayo                                    | Mallén AP-68 - Tarazona A-15                                |

## Asturies
| Autoroute | Nom                                      | Villes                             |
| --------- | ---------------------------------------- | ---------------------------------- |
| AS-1      | Autovía Minera                           | Gijón A-8 - Mieres A-66            |
| AS-2      | Autovía Industrial                       | Gijón A-8 - Oviedo                 |
| AS-3      | Autovia de Avilés à Langreo              | Avilés A-8 - Langreo AS-1          |
| AS-15     | Autovía de La Espina à Cangas del Narcea | La Espina A-63 - Cangas del Narcea |
| AS-17     | Autovía del Nalón                        | Langreo AS-1 - Riaño               |

## Castille-La Manche
| Autoroute | Nom                             | Villes                                                    |
| --------- | ------------------------------- | --------------------------------------------------------- |
| CM-40     | Autovia de Alcarria             | Guadalajara A-2 - Tarancón A-3                            |
| CM-41     | Autovia de la Sagra             | Valmojado A-5 - Aranjuez A-4 /Villaseca de la Sagra AP-41 |
| CM-42     | Autovía de los Viñedos          | Tolède TO-20 - Tomelloso A-43                             |
| CM-43     | Autovia de La Solana            | Manzanares A-4 - La Solana                                |
| CM-44     | Autovia du Quatrième Centenaire | Ciudad Real A-41 A-43 - Valdepeñas A-4 - Alcaraz A-32     |
| CM-45     | Autovia de Cuenca à Albacete    | Cuenca A-40 - Albacete A-31                               |
| CM-XX     | Autovia de Tolède à Ciudad Real | Consuegra CM-42 - Ciudad Real A-43                        |

## Castille et León
| Autoroute | Nom                                               | Villes                                 |
| --------- | ------------------------------------------------- | -------------------------------------- |
| A-231     | Autovía du chemin de Saint-Jacques-de-Compostelle | Burgos BU-30 - Leon A-66               |
| A-601     | Autovía de Segovie à Valladolid                   | Segovie SG-20 - Valladolid VA-20       |
| CL-101    | Contournement Sud de Soria                        | Almazán A-15 - Agreda A-15             |
| CL-600    | Contournement Sud de Valladolid                   | Tudela de Duero A-11 - Simancas A-62   |
| CL-610    | Connexion A-62 et A-67                            | A-62 - A-67                            |
| CL-622    | Autovia Leon - La Baneza                          | Leon LE-30 - La Baneza A-6             |
| CL-626    | Autovia La Robla - La Magdalena                   | La Robla N-630 - La Magdalena AP-66    |
| CL-631    | Autovía de Ponferrada à Toreno                    | Ponferrada A-6 - Toreno - Aralla AP-66 |

## Catalogne
| Autoroute | Nom                                               | Villes |
| --------- | ------------------------------------------------- | --- |
| C-14      | Autovia de Salou à Alcover                        | Salou - Reus T-11 - Alcover                                                                                |
| C-15      | Axe Diagonal                                      | Vilanova i la Geltrú C-32 - Vilafranca del Penedès AP-7                                                    |
| C-16      | Axe de Llobregat                                  | Barcelone B-20 - Berga - Puigcerdà                                                                         |
| C-17      | Axe del Congosto                                  | Barcelone B-20 - Vic - Manlleu                                                                             |
| C-25      | Axe Transversal                                   | Gerone A-2 AP-7 - Vic C-17 - Manresa C-16 - Cervera A-2                                                    |
| C-31      | Axe Littoral                                      | Palafrugell C-66 - Palamos - Platja d'Aro C-65 - Llagostera C-35 // Montgat C-32 B-20 - Castelldefels C-32 |
| C-31B     | Autovia de Tarragone à Salou                      | Salou - Tarragone                                                                                          |
| C-31C     | Antenne de El Prat de Llobregat                   | El Prat de Llobregat                                                                                       |
| C-32      | Autoroute de Pau Casals                           | Tordera A-2 - Barcelone B-20 // Barcelone B-20 - El Vendrell AP-7                                          |
| C-32B     | Antenne de l'Aéroport international de Barcelone  | Aéroport international de Barcelone C-31 - Terminal T Sud                                                  |
| C-35      | Autovia de la Costa Brava                         | Maçanet de la Selva AP-7 Sud - Llagostera C-65                                                             |
| C-42      | Antenne de Tortosa                                | Aldea AP-7 - Tortosa                                                                                       |
| C-58      | Autovia de Barcelone à Terrassa via Sabadell      | Barcelone B-10 - El Vendrell B-20 - Sabadell - Terrassa C-16                                               |
| C-59      | Autovia de Mollet del Vallès à Solità i Plegamans | C-17 C-33 - AP-7                                                                                           |
| C-60      | Autovia de la Roca del Vallès                     | Mataró C-32 - La Roca del Vallès AP-7                                                                      |
| C-65      | Autovia de Sant Feliu de Guixols à Salt           | Salt AP-7 Nord - Llagostera C-35 - Sant Feliu de Guixols C-31                                              |
| C-66      | Voie rapide de Gerone à Besalù                    | Gerone AP-7 - Besalu A-26                                                                                  |
| C-260     | Voie rapide de Figueres à Roses                   | Figueres AP-7 A-26 - Roses                                                                                 |

## Communauté valencienne
| Autoroute | Nom                                               | Villes                                                 |
| --------- | ------------------------------------------------- | ------------------------------------------------------ |
| CV-10     | Autovia de la Plana                               | La Pobla Tornesa A-7 - Nules A-7                       |
| CV-13     | Accès à l'aéroport de Castellón de la Plana       | Torreblanca AP-7 - Aéroport de Castellón               |
| CV-16     | Voie rapide de Barriol                            | Castellón de la Plana N-340a - l'Alcora                |
| CV-18     | Voie rapide de Nules à Castellón de la Plana      | Castellón de la Plana Ronda de Castellón - Nules N-340 |
| CV-20     | Voie rapide de Onda à Vila-real                   | Onda - Vila-real                                       |
| CV-32     | Axe de la Gombalda                                | V-21 - A-7                                             |
| CV-33     | Autovia Cormarcal Sud                             | A-7 - Torrent - V-31                                   |
| CV-35     | Autovía de Ademuz                                 | Valence CV-30 - Lliria                                 |
| CV-36     | Autovía de Torrent                                | Valence V-30 - Torrent                                 |
| CV-40     | Autovia de Xàtiva à Albaida                       | Xàtiva A-7 A-35 - Albaida A-7                          |
| CV-50     | Contournement de l'agglomération de Valence       | Lliria CV-35 - Alzira A-7                              |
| CV-60     | Autovia de Palma de Gandia à Almisera             | Palma de Gandia - Almiserà                             |
| CV-70     | Voie rapide de Benidorm à La Nucia                | Benidorm - La Nucia                                    |
| CV-80     | Autovia de Sax à Castalla                         | Sax A-31 - Castalla A-7                                |
| CV-83     | Autovia del Vinalopó                              | el Pinós MU-414 - Elda A-31                            |
| CV-84     | Voie rapide d'Elche à Novelda                     | Elche EL-20 A-7 - Novelda                              |
| CV-90     | Connexion de Torrevieja                           | AP-7 - Torrevieja                                      |
| CV-91     | Voie rapide d'Orihuela à Guardamar                | Orihuela - Guardamar                                   |
| CV-95     | Voie rapide d'Orihuela à Torrevieja               | Orihuela - Torrevieja                                  |
| CV-149    | Voie rapide de Castellón de la Plana à Benicassim | Castellón de la Plana Ronda de Castellón - Benicàssim  |
| CV-365    | Rocade nord de Paterna                            | CV-35 - CV-31 - V-11 V-30                              |
| CV-400    | Voie rapide de Torrent                            | Valence V-30 - Torrent CV-33                           |
| CV-500    | Autovia del El Saler                              | Valence V-30 - El Saler                                |

## Estrémadure
| Autoroute | Nom                                           | Villes                                                |
| --------- | --------------------------------------------- | ----------------------------------------------------- |
| EX-A1     | Autovia de Navalmoral de la Mata a Portugal   | Navalmoral de la Mata A-5 - Plasencia A-66 - Portugal |
| EX-A2     | Autovia de Miajadas à Villanueva de la Serena | Miajadas A-5 - Villanueva de la Serena                |
| EX-A3     | Autovia de Zafra à Jerez de los Caballeros    | Zafra A-66 - Jerez de los Caballeros                  |
| EX-A4     | Autovía de Cáceres a Badajoz                  | Cáceres A-66 - Badajoz A-5                            |

## Galice
| Autoroute | Nom                                                               | Villes                                       |
| --------- | ----------------------------------------------------------------- | -------------------------------------------- |
| AG-11     | Autovía da Barbanza                                               | Padron AP-9 - Ribeira                        |
| AG-41     | Autovía del Salnés                                                | Barro AP-9 - Sanxenxo                        |
| AG-53     | Autoroute du Centre-Gallega                                       | Dozon AP-53 - Ourense A-52                   |
| AG-53     | Autovía de La Corogne à Cee                                       | La Corogne AC-10 - Cee                       |
| AG-56     | Autovia de Saint-Jacques-de-Compostelle à Noia                    | Saint-Jacques-de-Compostelle AP-9 - Noia     |
| AG-57     | Autoroute del Val Miñor                                           | Vigo AP-9 - Baiona/Nigran                    |
| AG-59     | Autovia de Saint-Jacques-de-Compostelle à Pontevea                | Saint-Jacques-de-Compostelle AP-9 - Pontevea |
| AG-64     | Autovia de Ferrol à Villalba                                      | Ferrol AP-9F - Villalba A-8                  |
| AG-XX     | Autovia de Viveiro à Foz                                          | Viveiro CG-XX - Foz A-8                      |
| VG-1.2    | Voie Rapide de connexion de Mugardos                              | Pereiro AP-9 - Mugardos                      |
| VG-4.1    | Voie Rapide de Sanxenxo à Noalla                                  | Sanxenxo AG-54 - A Estrada - Noalla          |
| VG-4.2    | Voie Rapide de connexion de Cambados                              | VG-4.1 - Cambados                            |
| VG-4.3    | Voie Rapide de Cambados à Vilagarcía                              | Cambados VG-4.3 - Vilagarcía de Arousa       |
| VG-4.4    | Voie Rapide de Ardan à Pontevedra                                 | Pontevedra PO-11 - Ardan                     |
| VG-4.5    | Voie Rapide de Prolongation Sud du Corridor rapide de O Morrazo   | Cangas VG-4.4 - Moaña                        |
| VG-4.6    | Voie Rapide de Prolongation Ouest du Corridor rapide de O Morrazo | Cangas VG-4.4 - Menduiña                     |
| VG-4.7    | Rocade de Vilagarcía de Arousa                                    | Vilagarcía de Arousa                         |
| VG-4.8    | Voie rapide de Campañó à Polo                                     | Campañó - Polo                               |
| CG-3      | Voie Rapide de Chantada à Lalin                                   | Chantada A-72 A-56 - Lalin AP-53             |
| CG-4      | Corridor Rapide de O Morrazo                                      | Rande - Cangas AP-9                          |
| CG-5      | Voie Rapide de Nadela à Monforte de Lemos                         | Nadela A-6 - Monforte de Lemos A-72 A-76     |
| CG-6      | Corridor d'Ourense                                                | Ourense A-52 - Portugal                      |
| CG-X      | Autovia de Tuy à A Guarda                                         | Tuy A-55 - A Guarda                          |
| CG-XX     | Autovia de Ferrol à Viveiro                                       | Ferrol AG-64 - Viveiro A-XX                  |
| A-9       | Alternative de Rande                                              | Soutomaior A-57 - Peinador AP-9              |

## Îles Baléares
| Autoroute | Nom                                                                          | Villes                               |
| --------- | ---------------------------------------------------------------------------- | ------------------------------------ |
| Ma-1      | Autovia de Palma de Majorque à Palma Nova                                    | Palma de Majorque Ma-20 - Palma Nova |
| Ma-13     | Autovia de Palma de Majorque à sa Pobla                                      | Palma de Majorque Ma-20 - sa Pobla   |
| Ma-15     | Autovia de Palma de Majorque à Manacor                                       | Palma de Majorque Ma-20 - Manacor    |
| Ma-19     | Autovia de Palma de Majorque à Llucmajor via l'Aéroport de Palma de Majorque | Palma de Majorque Ma-20 - Llucmajor  |

## Îles Canaries
| Autoroute | Nom                                 | Villes                                             |
| --------- | ----------------------------------- | -------------------------------------------------- |
| CG-1      | Autovia de Las Palmas à Puerto Rico | Las Palmas de Gran Canaria - Puerto Rico           |
| CG-2      | Voie rapide de Las Palmas à Gáldar  | Las Palmas de Gran Canaria - Gáldar                |
| CG-3      | Autovia de Jinamar à Tamaraceite    | Jinamar CG-1 - Tamaraceite                         |
| CG-23     | Connexion CG-2 à CG3                | Las Palmas de Gran Canaria CG-2 - Lomo Blanco CG-3 |
| TF-1      | Autovia du sud de Tenerife          | Santa Cruz de Tenerife - Adeje                     |
| TF-5      | Autovia du nord de Tenerife         | Santa Cruz de Tenerife - Icod de los Vinos         |

## La Rioja
| Autoroute | Nom                           | Villes                                                   |
| --------- | ----------------------------- | -------------------------------------------------------- |
| LR-111    | Autovía del Oja               | Harro AP-68 - Santo Domingo de la Calzada A-12 - Ezcaray |
| LR-134    | Autovia de Calahorra à Arnedo | Calahorra AP-68 - Arnedo                                 |

## Pays basque
| Autoroute | Nom                           | Villes                                                         |
| --------- | ----------------------------- | -------------------------------------------------------------- |
| N-622     | Autovia de Vitoria à Bilbao   | Bilbao AP-68 - Vitoria-Gasteiz A-1 AP-1                        |
| A-625     | Autovia de Areta à Laudio     | Areta - Laudio                                                 |
| BI-631    | Autovia de Bilbao à Mungia    | Bilbao N-637 - Aéroport international de Bilbao N-633 - Mungia |
| BI-636    | Autovia de Bilbao à Balmaseda | Bilbao A-8 - Balmaseda                                         |
| BI-637    | Autovia de Bilbao à Getxo     | Bilbao N-637 - Getxo                                           |
| GI-131    | Autovía del Urumea            | Saint-Sébastien A-8 - Andoain A-1                              |
| GI-632    | Autovia de Beasain à Bergara  | Beasain A-1 - Bergara AP-1                                     |

## Région de Madrid
| Autoroute | Nom                                              | Villes |
| --------- | ------------------------------------------------ | --- |
| M-203     | Connexion A-2 - R-3                              | Alcalá de Henares A-2 - Mejorada del Campo R-3                                                                |
| M-406     | Autovia de Getafe à Alcorcón                     | Getafe A-4 A-42 - Leganés R-5 - Alcorcón A-5                                                                  |
| M-407     | Autovía de Polvoranca                            | Leganés M-406 - Griñón                                                                                        |
| M-409     | Autovia de Leganès à Fuenlabrada                 | Leganés M-406 - Fuenlabrada                                                                                   |
| M-410     | Autovia de l'axe Madrid Sud                      | Arroyomolinos AP-41 - Parla A-42 - Valdemoro A-4                                                              |
| M-423     | Variante ouest de Valdemoro                      | R-4 - M-506                                                                                                   |
| M-500     | Autovia d'Aravaca                                | Madrid M-30 - Aravaca A-6                                                                                     |
| M-501     | Autovía de Los Pantanos                          | Ventorro del Cano M-40 - Boadilla del Monte M-50 - El Bosque M-506 - Navas del Rey                            |
| M-503     | Autovia de Majadahonda à Villanueva de la Cañada | Pozuelo de Alarcón M-40 - Majadahonda M-50 - Villanueva de la Cañada                                          |
| M-506     | Autovía de Pinto                                 | El Bosque M-501 - Móstoles M-50 - Miraflores R-5 - Fuenlabrada A-42 - R-4 - Pinto A-4 - San Martín de la Vega |
| M-511     | Autovía de Madrid à El Bosque                    | Madrid A-5 - Ventorro del Cano M-40 - Boadilla del Monte M-50 - El Bosque M-501 M-506                         |
| M-607     | Autovía de Colmenar Viejo                        | Madrid M-30 - M-40 - Tres Cantos - Colmenar Viejo                                                             |

## Région de Murcie
| Autoroute | Nom                                           | Villes                                               |
| --------- | --------------------------------------------- | ---------------------------------------------------- |
| RM-1      | Autovia Santomera - San Javier                | Santomera MU-30 RM-30 AP-37 - San Javier RM-19 AP-7  |
| RM-2      | Autovia Alhama de Murcia - Cartagène          | Alhama de Murcia A-7 - Las Cuevas A-30               |
| RM-3      | Autovia Totana - Mazarrón                     | Totana A-7 - Mazarrón AP-7                           |
| RM-12     | Autovia de La Manga                           | Carthagène AP-7 CT-32 - La Manga del Mar Menor       |
| RM-23     | Autovia Alhama de Murcia à Mazarrón           | RM-2 - RM-3                                          |
| RM-414    | Autovia Yecla - Santomera                     | Yecla A-33 - Santomera A-7 RM-30                     |
| C-3211    | Autovia Caravaca de la Cruz - Lorca - Aguilàs | Caravaca de la Cruz C-415 - Lorca A-7 - Águilas AP-7 |
| C-3319    | Autovia Murcie - San Javier                   | Puerto de la Cadena A-30 - San Javier AP-7           |
| C-3314    | Autovia Jumilla - Caravaca de la Cruz         | Jumilla A-33 - Caravaca de la Cruz C-3211 C-415      |
| C-415     | Autovia Murcie - Caravaca de la Cruz          | Murcie MU-30 A-7 - Caravaca de la Cruz C-3211 C-3314 |